# Pokémon Stadium 2
Pokémon Stadium 2 (яп. ポケモンスタジアム金銀 покэмон сутадзиаму кин гин, «Покемон: Стадион 2», в Японии «Покемон: Стадион — Золото и Серебро») — компьютерная игра в жанре пошаговой стратегии, разработанная совместно Nintendo EAD и HAL Laboratory и выпущенная Nintendo на игровую приставку Nintendo 64. Она вышла 14 декабря 2000 года в Японии, 14 декабря 2000 года в Америке и 19 октября 2001 года в Европе. Игра включает в себя всех 251 покемонов из игр первого и второго поколения игр серии Pokémon. Игра является продолжением Pokémon Stadium, и хотя в Северной Америке и Европе игра вышла под названием Pokémon Stadium 2, в Японии она была уже третьей игрой серии Pokémon Stadium. Японское издание игры имело совместимость с системой Pokémon Mobile System, вышедшей одновременно с игрой. Игра будет переиздана на Nintendo Switch в рамках сервиса Nintendo Switch Online в 2023 году. 
В игру можно перемещать покемонов из игр Pokémon Red, Blue и Yellow на Game Boy и Gold, Silver и Crystal на Game Boy Color. Как и в
предыдущих Stadium, покемон Пикачу здесь является секретным персонажем, получить доступ к которому можно только при наличии у игрока картриджа с игрой для портативной консоли. Большая часть игры проходит в городе Уайт-Сити (англ. White City), где расположены различные спортивные учреждения, боевые организации, исследовательские центры и игровые площадки. Также в Pokémon Stadium 2 присутствует много мини-игр и возможность играть вдвоём.

## Игровой процесс
Цель игры — выиграть все кубки (англ. Cups) на стадионе (англ. Stadium) и пройти весь Замок лидеров стадионов (англ. Gym Leader Castle). Когда выиграны все кубки и пройден Замок лидеров стадионов, появится соперник главного героя, с которым можно будет сразиться. В случае победы игрока открывается второй раунд (англ. Round 2), и, чтобы пройти игру, нужно будет заново взять все кубки, пройти Замок и победить соперника. Но в этом случае у игрока будут другие покемоны, а сложность игры возрастёт.
Всего существует четыре разных кубка, за которые может побороться игрок. В розыгрыше каждого кубка принимают участие восемь тренеров. Во всех боях игрок использует шесть покемонов, которых можно выбрать в Stadium 2 или загрузить с картриджа для консоли Game Boy. Исключение составляет бой за Кубок Претендента (англ. Challenge Cup), в котором можно участвовать только с тремя покемонами. Существует так называемый «Маленький Кубок» (англ. Little Cup), в котором могут участвовать только неэволюционировавшие покемоны с уровнем не выше 5. Ещё один кубок — Покекубок (англ. Poke Cup), в котором участвуют высокоуровневые покемоны, и игроку предстоит сразиться с четырьмя волнами из восьми тренеров. Наконец, в Премьер-кубке (англ. Prime Cup) игрок может использовать совершенно любых покемонов, но у соперников будут только покемоны максимального, 100 уровня. Кубок Претендента — финальный, в нём будет четыре волны тренеров с покемонами 30, 45, 60 и 75 уровня. В этом кубке состав команд игрока и его соперников определяется случайным образом.
Кроме кубков, можно поучаствовать в боях в Замке лидеров стадионов. Замок лидеров стадионов полностью аналогичен тому, что был в Pokémon Stadium. Отличие заключается в том, что здесь представлены лидеры региона Джото, а не только Канто, добавлена возможность сразиться с тренерами Элитной Четвёрки, Сильвером — соперником игрока, а в качестве финального босса выступает Рэд, главный герой Red и Green. Обычно каждый лидер использует только покемонов одного типа, но в Замке у каждого из них есть покемон другого типа, способный прикрыть слабые стороны команды.

### Боевая система

Битва в игре. Покемон игрока (снизу) сражается с вражеским покемоном (сверху)

Боевая система в Pokémon Stadium полностью повторяет ту, что в портативных выпусках сериала. В связи с выходом Gold, Silver и Crystal боевая система, взятая из Red, Blue и Yellow, была изменена, чтобы быть ближе к более новым играм. Игрок использует своих покемонов, чтобы сражаться с покемонами других тренеров. Бои проходят в пошаговом режиме. Во время боя игрок может приказать своему покемону использовать ту или иную способность в бою, сменить сражающегося покемона на другого или сдаться и отказаться от участия в турнире. Потеряв всех своих покемонов, игрок проигрывает. У каждого покемона есть очки жизни, если они иссякают, то покемон не может больше сражаться. Кроме того, покемоны принадлежат к разным типам, к категориям по стихийной принадлежности. Тип определяет, к атакам какого типа покемон будет устойчив, или, наоборот, уязвим. У некоторых покемонов могут быть одновременно два типа, при этом сохраняется ряд их особенностей. Принципиальное отличие от боевой системы в портативных выпусках сериала состоит в том, что во время битв нельзя использовать предметы и после победы покемоны не получают опыт. Тем не менее, можно экипировать покемона предметом, который тот может использовать в критичный момент боя.

## Продвижение и выпуск
Pokémon Stadium 2 была анонсирована на специальном мероприятии, посвящённом «Покемону» — Pokémon Festival '99. Мероприятия проводились в пяти городах Японии с марта по апрель 1999 года, и, кроме Stadium 2, на них были анонсированы Pokémon Snap и Pokémon Pinball для Nintendo 64 и Game Boy Color соответственно. На игровой выставке Spaceworld Expo в Токио в 2000 году Nintendo продемонстрировала игровой процесс Stadium 2, новых покемонов, а также возможность соединения с играми Pokémon Gold, Silver и Crystal через Transfer Pak, который продаётся в комплекте с игрой, как и в случае с предыдущей игрой.

## Отзывы и популярность
| Сводный рейтинг    | Сводный рейтинг |
| Агрегатор          | Оценка          |
| ------------------ | --------------- |
| GameRankings       | 73,31 %         |
| Metacritic         | 78 %            |
| MobyRank           | 75/100          |
| Иноязычные издания |                 |
| Издание            | Оценка          |
| AllGame            | [ 10 ]          |
| EGM                | 5,83/10         |
| Eurogamer          | 6/10            |
| Famitsu            | 31/40           |
| Game Informer      | 6/10            |
| GameRevolution     | С               |
| GameSpot           | 7,2/10          |
| GamesRadar+        | 90 %            |
| IGN                | 7,5/10          |

Игра была хорошо встречена игровой прессой: у неё 78 % на сайте Metacritic и 74,10 % на сайте Game Rankings, 8,2/10 на GameStats и 75/100 на MobyGames, что указывает в общем и целом на положительные отзывы. GamesRadar назвал игру не иначе, как «подарком свыше», похвал были удостоены улучшенный интерфейс и графика. Мини-игры, по мнению обозревателя, весьма примитивны, но затягивающие. IGN отмечал, что во время битв нужно тщательно планировать свои действия, и похвалил удобный интерфейс. Кроме того, рецензент хорошо отозвался о хорошо прорисованных и анимированных моделях покемонов, а также о разнообразном геймплее. При обсуждении игр Pokémon различного качества Кэт Бэйли с принадлежащей сайту 1UP.com радиопередачи Retronauts сказала, что со Stadium 2 «всё в порядке». GameSpot также сравнил мини-игры с теми, что в Mario Party, и в итоге поставил оценку в 7,2 балла из десяти, обратив внимание на то, что «Академия покемонов» может помочь новичкам разобраться со сложной боевой механикой.
Game Revolution был куда более сдержан, отметив, что все мини-игры присутствовали ранее в Mario Party, а также отметил, что графика «не хуже и не лучше», чем в Pokémon Stadium, а музыка «чуть лучше, чем восьмибитный писк Game Boy». Обозреватель достаточно резко выразился об однообразных битвах и в итоге поставил оценку C, сочтя, что кроме фанатов серии она будет мало кому интересна. Том Брамвелл, журналист Eurogamer, писал, что игра «явно не для новичков». Он назвал графику в игре одной из лучших на Nintendo 64, отметив, что модели покемонов очень красивы, хотя и слегка топорные. В итоге он поставил оценку в 6 баллов из десяти, решив, что если бы не мини-игры и возможность играть в игры для Game Boy Color на большом экране, то оценка была бы намного ниже.